# Sjaj
 Ovo je glavno značenje pojma Sjaj. Za druga značenja pogledajte Luminoznost.
Sjaj nekog materijala odražava se u načinu na koji svjetlost djeluje na njegovu površinu.
U mineralogiji sjaj može biti važno svojstvo u identifikaciji minerala, pa tako imamo:
- metalni sjaj - jako reflektivan kao u metala, npr. galenita
- polumetalni sjaj - malo manje metalan, kao što ga ima npr. magnetit
- dijamantan sjaj - izrazito blještav, pr. dijamant
- staklast sjaj - sjaj slomljenog stakla, nrp. kvarc
- biserni sjaj - nježan odsjaj kod uslojenih minerala, npr. talk
- svilenkast sjaj - nježni sjaj vlaknastih minerala, npr. gips
- voštan sjaj - npr. kod ortoklasa
- smolast sjaj
- mastan sjaj - npr. kod sumpora
- mutan sjaj
- zemljast sjaj - npr. bubrežasti varijetet hematita